# 潘宗光
潘宗光，大紫荊勳賢，GBS，OBE，JP（1940年2月28日—），香港出生，廣東番禺人，化學教授，前香港理工大學校長。

## 簡介
潘宗光畢業於聖保羅男女中學附屬小學（1952年小六）和聖保羅男女中學（中一至中五中文部，1958年中五；中六至中七英文部，同屆中五畢業同學尚有其表姐張綠萍），讀至中三時因家貧而獲時任校長羅怡基免除堂費及學費，繼續升學。同時被校長介紹為低年級的同學補習以賺取外快。他在1958年中文中學會考中取得地理與物理科A級，歷史、化學、生物以及英國語文科（課程乙）B級的成績，1963年畢業於香港大學，取得一級榮譽理學士學位，1967年則在英國倫敦大學學院取得哲學博士學位，1979年取得倫敦大學科學榮譽博士學位。
潘宗光主要在無機化學進行研究工作，包括研究維他命B12。1968年起任教於香港大學化學系，1982年獲升為教授，1983年擔任香港大學理學院院長。1991年起獲當時的香港立法局議員張鑑泉（已故）邀請，擔任香港理工學院(今香港理工大學)校長，擔任長達十八年。其任內主力把理工大學發展成應用型大學。任内理大曾牵涉重大投资亏蚀，并作出了大量花费開支。潘宗光於2008年退休。
潘宗光曾在1985年及1991年為瑞典皇家科學院提名諾貝爾化學獎候選人。

## 個人
潘宗光是佛教徒。他有一兄一妹，其表弟為已故香港歌手張國榮，其表姐為菁英張綠萍。

## 公職
- 香港立法局委任議員 (1985年-1991年9月)
- 中國人民政治協商會議全國委員 (1998年)
- 香港科技委員會主席
- 香港工業發展委員會委員
- 香港科技協進會會長 (前任)
- 香港嶺南大學校董
- 香港特别行政區基本法諮詢委員會委員
- 香港特别行政區籌備委員會委員

## 榮譽
- 香港十大傑出青年 (1979年)
- 非官守太平紳士
- 美國加州理工学院博士程度資深研究院院士
- 英國皇家化學學會院士
- 英國皇家化學學會特許化驗師
- OBE勛銜 (1991年)
- 金紫荆星章 (2002年)
- 香港理工大學榮譽人文學博士(2009年)
- 大紫荊勛章 (2023年)

## 著作
- 《心經與生活智慧》(1998年)
- 《佛教與人生》(2001年)

## 其他參考資料
- 《潘宗光：中國不能全部是綜合型大學  鼓勵民間高校排行榜分類排名》
- 《理大轉應用型 潘宗光最自豪 宣布後年退休 陪伴太座》 明報，2006年1月20日 []
- 《非常人語 高手潘宗光》954期壹周刊[永久]

| 學術機關職務            | 學術機關職務                   | 學術機關職務                  |
| ----------------------- | ------------------------------ | ----------------------------- |
| 前任： 郭禮敬           | 香港理工學院院長 1991年-1994年 | 繼任： 升格為香港理工大學校長 |
| 前任： 香港理工學院院長 | 香港理工大學校長 1994年-2008年 | 繼任： 唐偉章                 |